# Classe MEKO 140 Espora
Sviluppato e prodotto dalla tedesca Blohm & Voss verso la fine degli anni settanta, il progetto MEKO 140 è una classe di navi da guerra appartenente alla famiglia di navi militari MEKO. Le navi di questa classe sono classificate come corvette multiruolo oppure fregate leggere, ed erano la fascia più bassa della famiglia MEKO.
Le unità tipo 'MEKO 140 sono state ordinate per essere realizzate su licenza dalla AFNE di Rio Santiago, ma il progetto, per una volta, non è stato totalmente originale, in quanto basato, sia pure con tecnologia MEKO, sulle unità João Coutinho di progettazione portoghese. Il progetto così modificato ha assunto la denominazione MEKO 140A16, che nella marina argentina ha costituito la classe Espora. Le unità di questa classe sono un tipico progetto da esportazione, essendo corvette di progettazione tedesca, realizzazione argentina, armamento silurante e cannoniero italiani, missili francesi, motori tedeschi e sistemi elettronici quasi tutti olandesi.

## Progetto
Come tutte le navi del loro tipo, le MEKO 140 sono costituite da un capace scafo, con componenti interni modulari e sostituibili. L'architettura modulare facilita l'ammodernamento di tutti i sottosistemi, quali armamento, elettronica ed altro ancora aumentando la longevità del mezzo. Per navi relativamente piccole la sistemazione modulare risulta meno efficiente di quanto non sia per scafi maggiormente larghi e quindi, meno compromessi da limiti dimensionali dei moduli installabili.

### Scafo
Lo scafo è a ponte continuo, con un discreto cavallino di prua per reggere meglio il mare grosso, visto che l'Argentina è una nazione oceanica ed è quindi necessario avere una nave con buona capacità marina anche se non molto grande. Le sovrastrutture sono assai alte, basate su di una tuga che corre continua per tutta la loro lunghezza. I fumaioli sono sistemati in due strutture trapezoidali, non inclinate come al solito in questo tipo di costruzioni. Sul blocco di sovrastrutture centrale vi sono due leggeri alberi a tripode, sistemati davanti al ponte di volo e dietro la batteria delle artiglierie di prua.

### Propulsione
L'apparato motore è costituito da 2 diesel su altrettanti assi. La potenza delle turbine sarebbe stata pagata con un consumo troppo alto, per cui ci si è accontentati di una motorizzazione che fosse abbastanza potente, ma soprattutto economica nell'uso.

### Armamento
L'armamento è composto da un cannone da 76 mm Compatto a prua, due sistemi CIWS Dardo, uno a prua e uno a poppa, due mitragliatrici da 12,7 mm, missili antinave Exocet MM.38, a poppa, dietro la tuga e davanti alla torretta di poppa.
L'armamento silurante è dotato di due lanciasiluri leggeri tripli, da 324 mm a lato della nave, che consentono di lanciare la riserva di 12 siluri leggeri WASS A/244S, di costruzione italiana, che hanno un sensore sonar attivo particolarmente idoneo ad operare in bassi fondali. Malgrado questa capacità, il corpo base del siluro ha le stesse prestazioni del vecchio Mk 44, con una gittata di 5,5 km a 30 nodi, molto inferiori al successivo Mk 46 che ha una gittata di 11 km a 45 nodi e pertanto non è un'arma particolarmente idonea contro sottomarini nucleari veloci.

### Elettronica
I sensori sono interessanti, in quanto non sono solo radar, ma anche particolari sistemi di controllo del tiro e sorveglianza. Vi è un radar unico per la scoperta di aerei e navi a breve distanza ed un piccolo radar di navigazione.
Per i tre pezzi d'artiglieria vi è un solo radar di tiro situato sull'albero anteriore, mentre per le due torri da 40mm Dardo vi sono due sistemi optronici LIROD, apparati con sensori televisivi, dotati anche di laser telemetrici per la misurazione della distanza e sensori a immagine termica per l'osservazione notturna e il tiro. In pratica, sono dei sistemi alternativi ai radar, ma se sono adatti per certi aspetti, inclusa l'impossibilità pratica di essere disturbati da echi e ECM, hanno anche limitazioni per l'inseguimento di bersagli ognitempo in presenza di neve, nebbia o fumo.

### Elicottero
Infine vi è un elicottero leggero, per il quale le prime tre navi hanno un ponte di volo, sito a mezzanave per ridurre il beccheggio dello scafo durante il mare mosso. Le ultime tre hanno invece, oltre al ponte di volo, anche un hangar telescopico, che serve per tenere l'elicottero, una volta atterrato, protetto dagli elementi climatici, cosa indispensabile per rendere possibile l'utilizzazione di tale delicato mezzo aereo su di una nave per tempi prolungati.
Tutto è controllato da un sistema di elaborazione dati di combattimento Daisy, che coordina tutte le operazioni dei sensori di bordo.

## Servizio

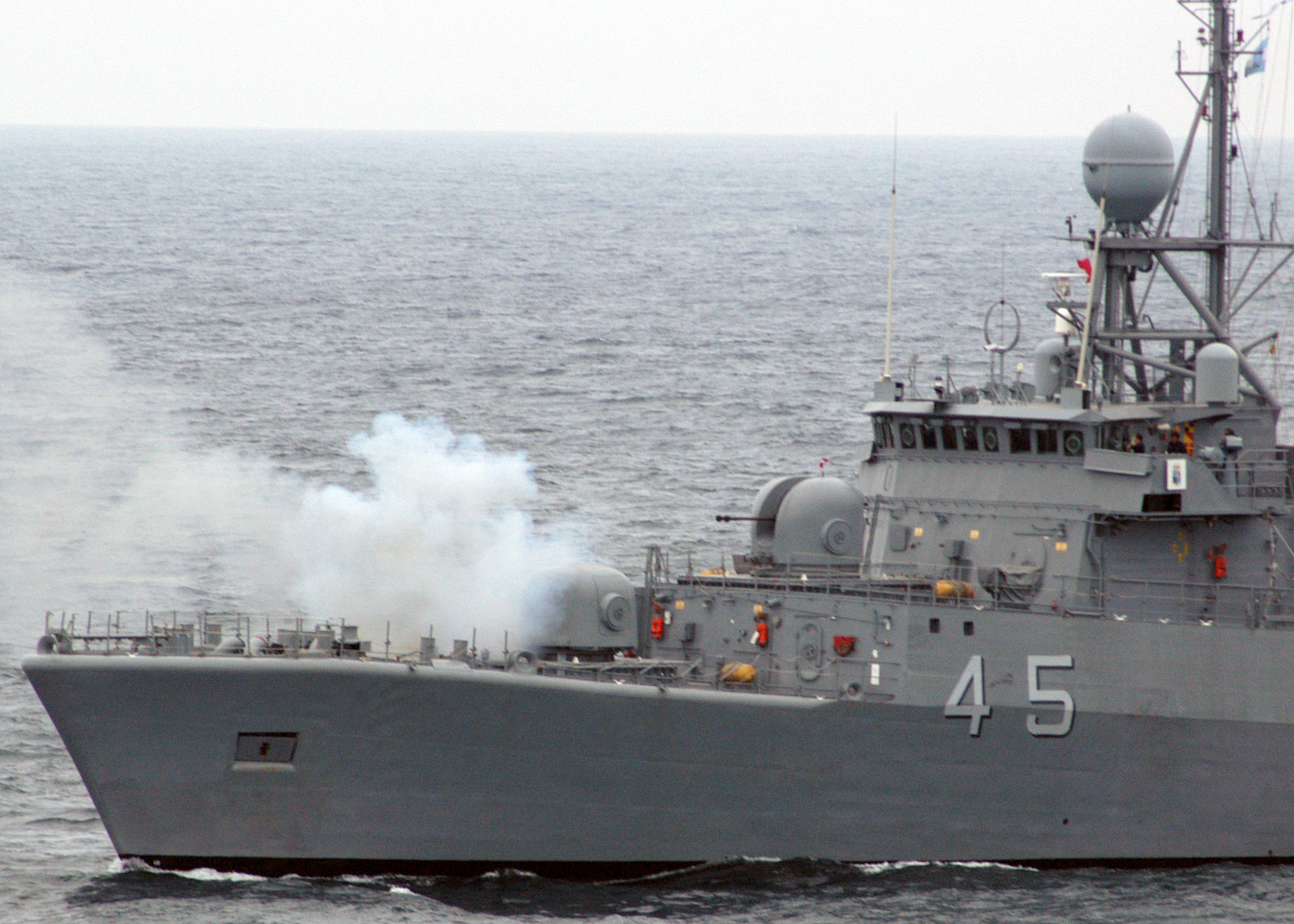
La corvetta Robinson fa fuoco con il cannone da 76mm durante l'esercitazione UNITAS 45-04 del 2004; Si nota sopra il sistema CIWS Dardo

Le corvette MEKO 140, sono praticamente, per stazza e armamento, la versione ridotta delle MEKO 200.
Sono state costruite in sei esemplari, per la marina militare dell'Argentina.
Le unità sono: Espora (P 41), Rosales (P 42), Spiro (P 43), Parker (P 44), Robinson (P 45) e Gomez Roca (P 46) ex Seaver (P 46). La base operative di queste unità è Puerto Belgrano presso la città di Punta Alta nel partido di Coronel Rosales.
L'armamento è di tre torri di cannoni e non sono presenti missili terra-aria. Nelle ultime tre unità è stata migliorata la sistemazione elicotteristica, ed era anche stata programmata la sostituzione dei missili Exocet MM.38, in due lanciatori doppi con i più potenti e recenti Exocet MM.40, ma la crisi economica argentina ne ha rinviato la sostituzione. Già nel 1986 era stata annullata causa problemi finanziari la costruzione delle ultime due unità, la cui entrata in servizio si è verificata rispettivamente nel 2002 e nel 2004. L'ultima la Seaver è entrata in servizio con il nome Gomez Roca, in ricordo di un comandante argentino caduto nella guerra delle Falkland.
La Spiro ha fatto parte, assieme al cacciatorpediniere Almirante Brown, della Classe MEKO 360 nel 1991 della coalizione internazionale durante la guerra del golfo.
Le MEKO 140 sono concepite come unità di seconda linea e per compiti generici e come supporto delle più potenti MEKO 360, di cui esse hanno bisogno a loro volta per operare appieno in teatri ostili.
Dopo le tre corvette A-69 e i due cacciatorpediniere Type 42, le dieci unità MEKO hanno costituito la più grande operazione di ammodernamento generale della flotta argentina.

## Galleria d'immagini

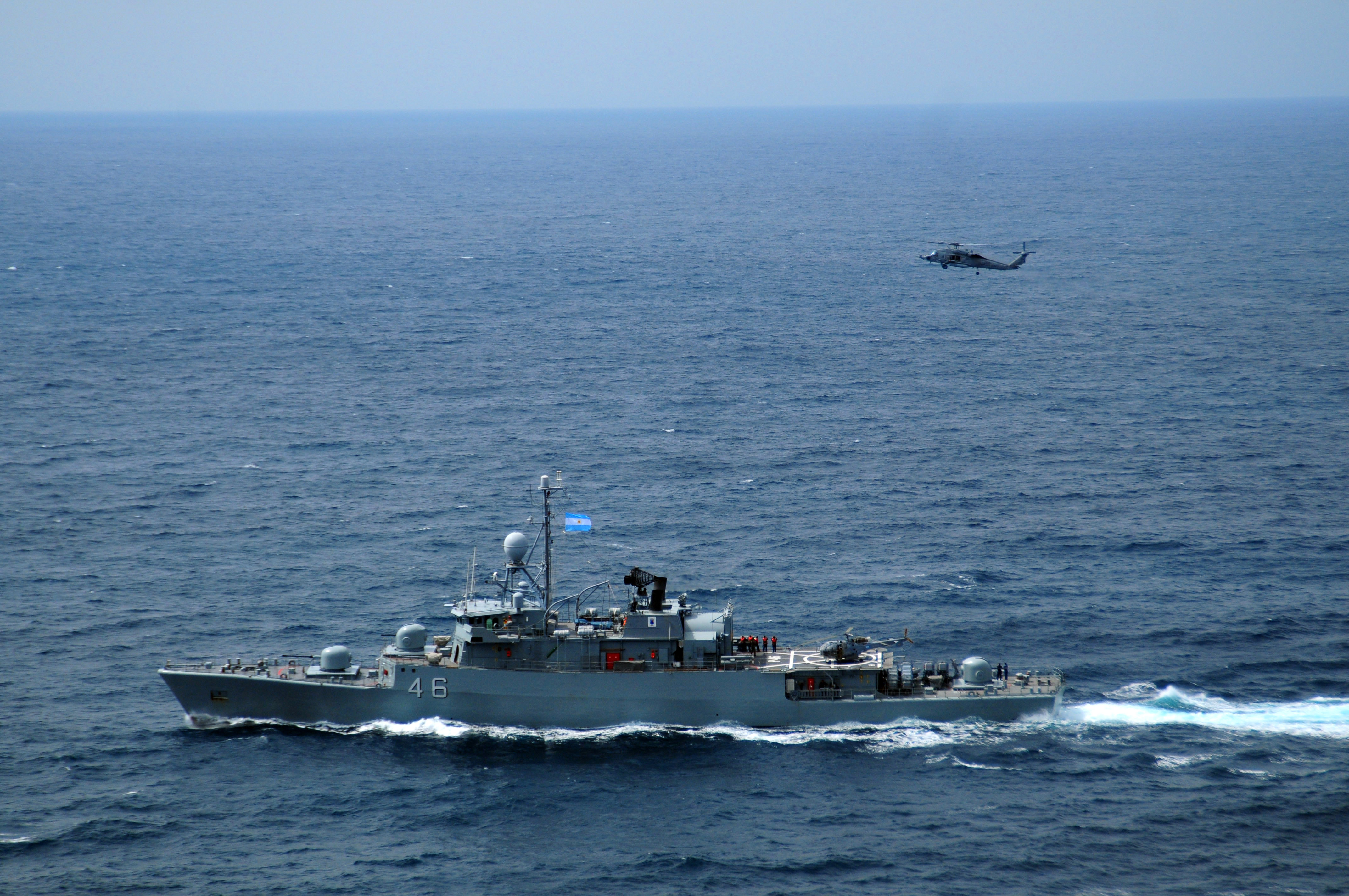
la corvetta Gomez Roca
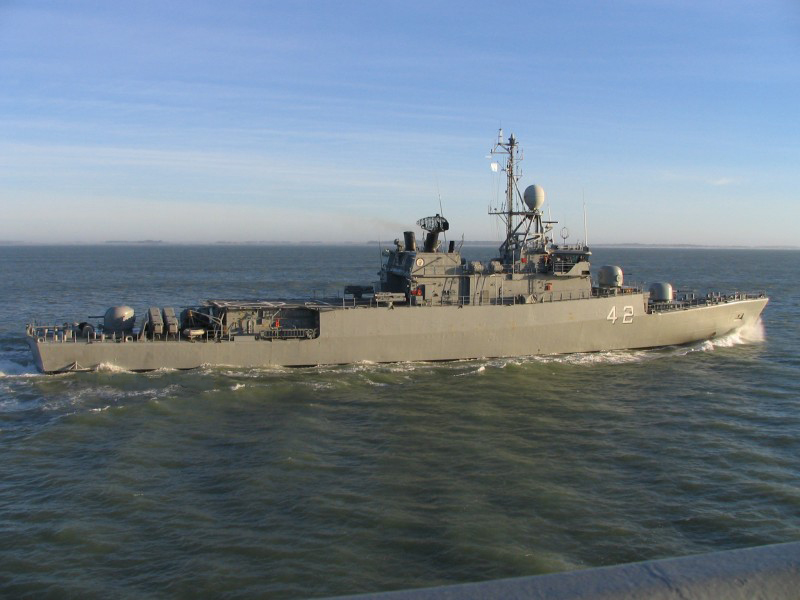
la corvetta Rosales
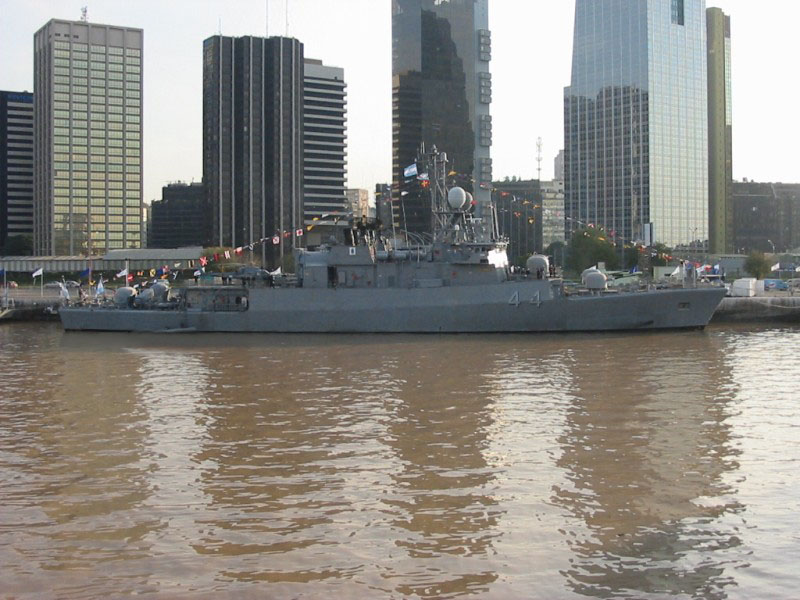
la corvetta Parker a Buenos Aires

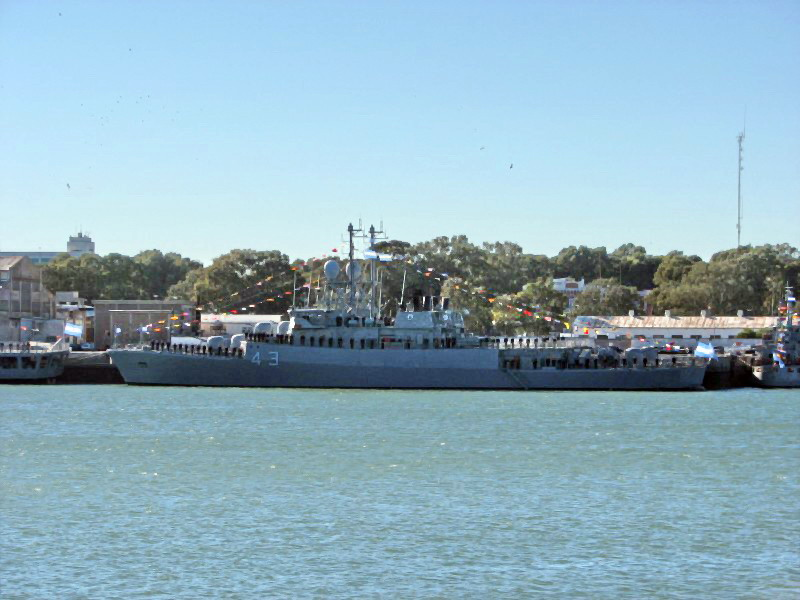
La corvetta Spiro ha preso parte alla guerra del golfo
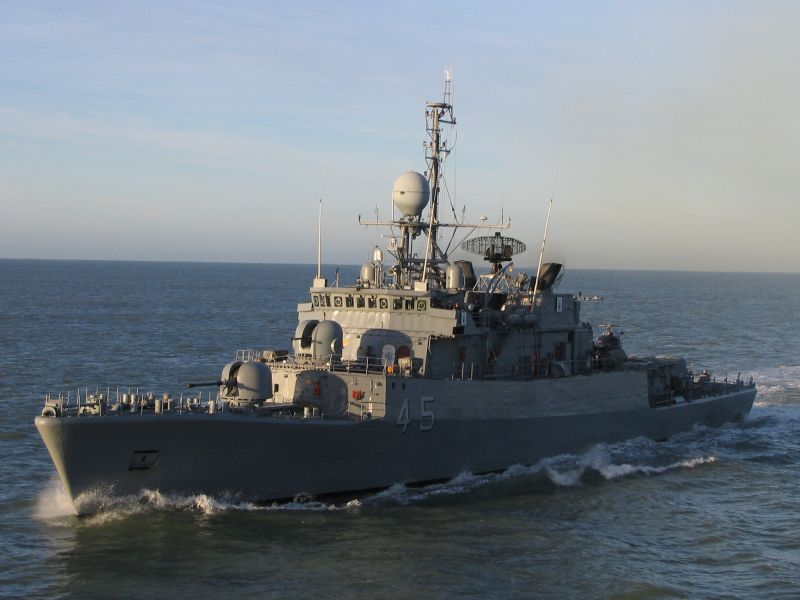
la corvetta Robinson